# Bruce-Insel
Die Bruce-Insel (russisch Остров Брюса, Ostrow Brjussa) ist eine unbewohnte Insel des zu Russland gehörenden arktischen Franz-Josef-Lands.

## Geographie
Die Bruce-Insel liegt im Südwesten des Archipels Franz-Josef-Land. Von der südwestlich gelegenen Mabel-Insel ist sie durch den Bates-Kanal (Proliw Beitsa) und von der Northbrook-Insel im Südosten durch den Miers-Kanal (Proliw Majersa) getrennt. Im Nordwesten liegt hinter dem Nightingale-Sund (Proliw Naitingeil) Prinz-Georg-Land, die größte Insel des Archipels.  Die 20 Kilometer lange und 16 Kilometer breite Bruce-Insel ist von einer 301 Meter hohen Eiskappe bedeckt, die an der gesamten Küste steil ins Meer abfällt. Nur im Westen und Südosten der Insel ragen einzelne Felsen im Küstenbereich aus dem Eis. Östlich sind der Bruce-Insel zwei kleine Inseln vorgelagert, an ihrer Südspitze die 82 Meter hohe Windward-Insel und weiter nördlich die Tom-Insel.

## Geschichte
Die Insel wurde 1880 von Benjamin Leigh Smith entdeckt, grob kartiert und nach Henry Bruce, dem Präsidenten der Royal Geographical Society, benannt. 1895 nahm die Jackson-Harmsworth-Expedition eine genauere Kartierung vor und entdeckte die Windward-Insel, die Jackson nach seinem Expeditionsschiff benannte.